# 冷泡茶

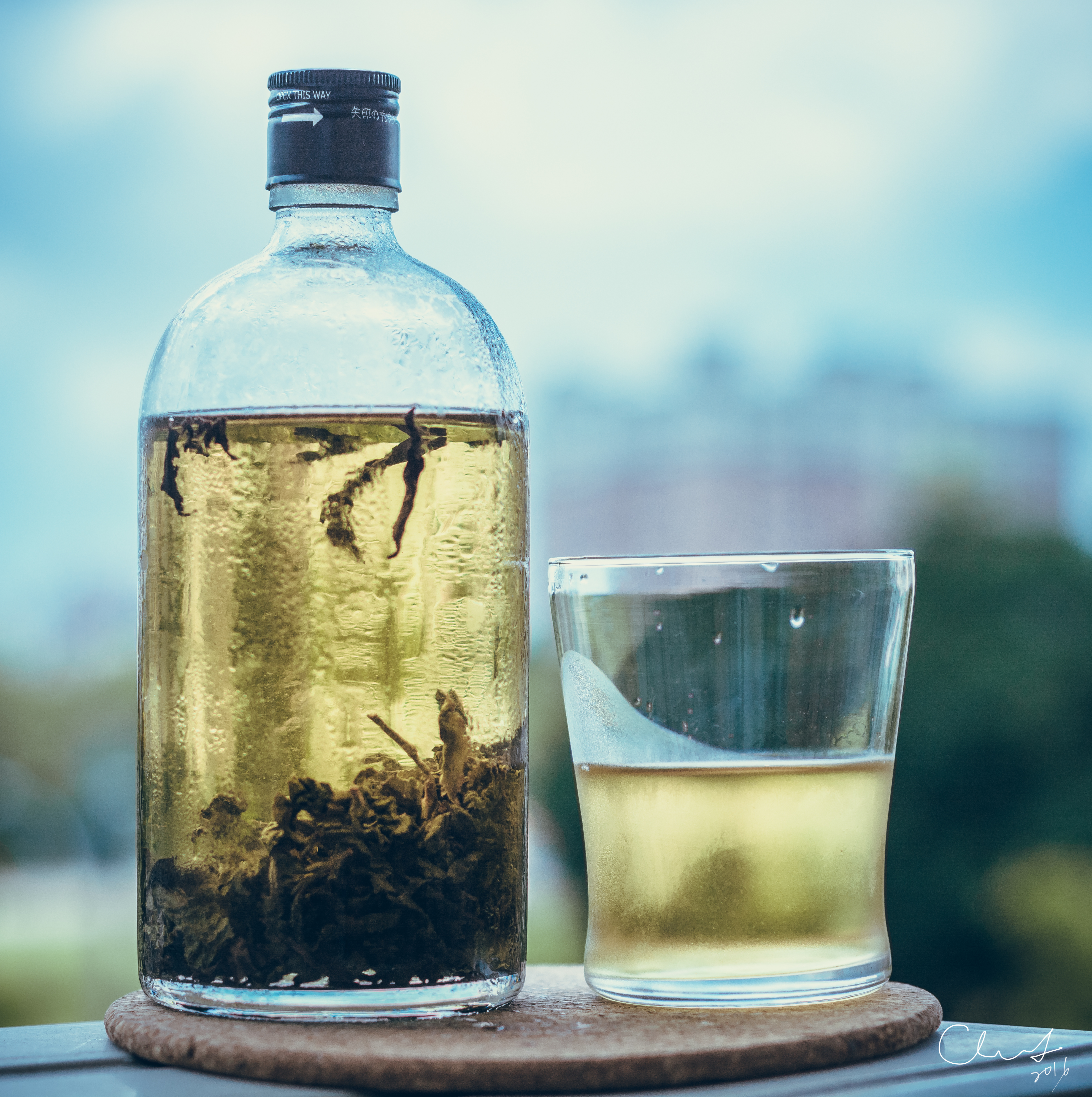
冷泡乌龙混红茶

冷泡茶是用低溫水泡出的茶。據稱，以低溫水泡茶能減輕茶的苦澀，降低茶湯咖啡因含量，可減緩對胃的刺激，也不破壞茶葉內蛋白質、兒茶素類等養分。但茶葉浸泡過久會釋出過多的丹寧酸、鉀離子。有傳言鉀離子對腎臟傷害很大，實際實驗證實冷泡相對熱泡鉀離子析出只是少量增加。茶葉是可以反覆進行沖泡的，並不像咖啡的沖泡是一次性的，因此，茶湯中的可溶性成分的多寡，會受到沖泡次數的影響。健康的人喝泡太久的茶，並不會導致腎臟功能的衰竭。
通常比較原形的生茶較適合作為冷泡，因為冷水對於焙火較重的茶來說，反而沒辦法凸顯出焙火香，反之在生茶或發酵較輕的茶來說，有些還可以釋放出淡雅的花香，表現上會相對出色。

## 由來
冷泡茶（冰泡茶）起源於日本，後傳入台灣，後再傳入中國大陸。